# Melenis
Melenis ist eine Oper in drei Akten des italienischen Komponisten Riccardo Zandonai. Das Libretto schrieben  Massimo Spiritini und Carlo Zangarini nach Melænis von Louis Bouilhet. Die Uraufführung fand am 13. November 1912 am Teatro Dal Verme in Mailand statt.

## Handlung

### Erster Akt
Eine Taverne in Suburra
Aus Kummer unerfüllbarer Liebe zu Marcella, an deren Erfüllung sie ihr Vater Marcello hindert, streift Marzio durch die Vorstädte Roms. In einer Taverne trifft er seine Schwester Stafila, die dort im Milieu der Kneipen und Bordelle als Wahrsagerin arbeitet. Damit er in seiner unerfüllten Liebe den Tod finden kann, erwägt er, Gladiator zu werden. In der Taverne tanzt und singt die junge Hetäre Melenis für ihn um seinen Kummer zu trösten und schenkt ihm körperliche Liebe, da sie sich sofort in ihn verliebt hatte.

### Zweiter Akt
Der Circus zu Rom
Der Kaiser Commodo lässt, da ihm sein Diener Cleandro von ihr erzählt hat, Melenis zu sich bestellen. Diese erbittet, ob dessen, dass die vor Liebe krank sei, ihre Freiheit. Währenddessen strömt die Masse herbei und feiert Marzio, welcher soeben beim Gladiatorenzweikampf gesiegt hat. Als Belohnung gewährt ihm der gutmütige Kaiser einen Wunsch. Für Marzio besteht kein Zweifel: Er bittet den Kaiser um die Hand Marcellas. Als Melenis dies hört, stößt sie einen grellen Schrei des Entsetzens aus und entflieht. Der Kaiser befiehlt Marcello, er solle noch am folgenden Tag seine Tochter mit Marzio verheiraten.

### Dritter Akt
Die Villa Marcellos außerhalb der Stadt
Am nächsten Morgen erscheint Melenis vor der Villa Marcellos und trifft dort auf Marzio, der gerade zu seiner Braut gehen will. Sie gesteht ihm in der Hoffnung, ihn von Marcella abbringen zu können und für sich zu gewinnen, ihre unendliche Liebe zu ihm. Dieser verhöhnt sie jedoch und begibt sich zu seiner Braut. Als die von Marzio verschmähte Melenis den Hochzeitszug des glücklichen Paares sieht, sticht sie sich aus Liebe ihre goldene Haarnadel ins Herz.

## Gestaltung

### Instrumentation
In der Partitur werden folgende Instrumente verlangt:
- Holzbläser: Piccoloflöte, zwei Flöten, Bassflöte in F, zwei Oboen, Englischhorn, zwei Klarinetten, Bassklarinette, zwei Fagotte, Kontrafagott
- Blechbläser: Vier Hörner, drei Trompeten, drei Posaunen, Bassposaune
- Pauken, Schlagwerk: kleine Trommel, große Trommel, Becken, Triangel, Tamburin Glockenspiel, Zimbeln, Tamtam
- eine Buccina
- Celesta
- Harfe
- Streicher
- Bühnenmusik: Zwei Flöten, zwei Klarinetten, Harfe oder Klavier mit abgedämpften Saiten, Glockenspiel (ad lib.), Xylofon, Triangel

### Libretto
Auch wenn das Libretto dem Original gegenüber sogar einige Passagen wörtlich übernimmt, gibt es einige erhebliche Unterschiede. So legten die Librettisten  die Handlung auf das Jahr 188 fest. Außerdem gibt es erhebliche Unterschiede bezüglich der Personenkonstillation: Einige Charaktere wurden hinfortgelassen, bei anderen Verwandtschaftsverhältnisse aufgelöst oder neu erstellt. So heißt im Original der junge Rhetor Paulus, während er in der Opernvorlage den Namen des Ädils, Marzio, trägt. Dieser wiederum heißt anstatt dessen Marcello, seine Tochter anstatt Marzia Marcella. Stafila ist in Bouilhets Vorlage Marzios Mutter, bei Spiritini seine Schwester. Commodus’ Diener Cleandro ist in der Vorlage der Zwerg Coracoïdès. Schlussendlich wurde aus der römischen Tänzerin Melænis die aus der Provinz stammende Heritäre Melenis, die sich in der Hauptstadt feilgibt.

## Geschichte

### Entstehung
Nach der Vollendung und erfolgreichen Uraufführung seiner ersten abendfüllenden Oper Il grillo del focolare (1908) suchte Zandonai nach einem Sujet für seine nächste Oper. Dieses fand er alsbald in Bouilhets Melænis, in Spiritini fand er einen begeisterten und arrangierten Librettisten. Trotz dessen, dass Zandonais Verleger Ricordi gegen diesen Stoff war, begann Zandonai die Komposition an Melenis im Frühling 1908. Lange kam er gut mit der Arbeit voran, bis er, im Frühjahr 1909, von Ricordi den Auftrag zur Komposition der Oper Conchita erhielt. Aufgrund dessen konnte Zandonai erst 1911 die Oper als seine dritte abendfüllende, und fünfte allgemein, fertigstellen. Schlussendlich beteiligte sich, auch wenn nur geringfügig, Zangarini, welcher auch das Libretto zu Conchita schrieb, an der Endfassung des Librettos.

### Rezeption
Die Uraufführung von Melenis fand am 13. November 1912 im Teatro Dal Verme in Mailand statt. Die musikalische Leitung war Ettore Panizza inne; Claudia Muzio sang die Partie der Melenis, Giovanni Zenatello gab den Marzio. Obwohl das Premierenpublikum die Uraufführung durchaus positiv aufnahm, ist Melenis die Oper Zandonais, die wohl am seltensten aufgeführt wurde. Nach der Erstproduktion gab es nur eine weitere Inszenierung: ab dem 22. März 1913 am Teatro Costanzi in Rom. Seitdem gab es nur eine weitere Aufführung: Das Centro Internazionale di Studi Riccardo Zandonai führte Melenis am 29. Oktober 2010 mit Klavierbegleitung auf.
Ein möglicher Grund für den Misserfolg der Oper könnte die komplexe Harmonik aufgrund zunehmender Chromatisierung sowie das Erproben rhythmischer und melodisch-harmonischer Elemente im Sinne Igor Strawinskys und des frühen Arnold Schönbergs sein. All dies dürfte für das damalige Publikum recht befremdlich gewesen sein.